# الفشن (مركز)
مركز الفشن، مركز إداري مصري. يقع في محافظة بني سويف الواقعة في جمهورية مصر العربية. القاعدة الإدارية للمركز هي مدينة الفشن.